# A lume spento
A lume spento (titolo originale: A Lume Spento) è la prima raccolta poetica di Ezra Pound, pubblicata dal giovane autore a proprie spese a Venezia, presso lo stampatore A. Antonini, nel 1908.

## Contesto e titolo
Pound giunse a Venezia il 28 aprile 1908. Aveva lasciato gli Stati Uniti via nave il 17 marzo, dopo essere stato congedato a fine febbraio dal Wabash College di Crawfordsville (Indiana), dove soltanto qualche mese prima gli era stata affidata la cattedra di lingue e letterature romanze, sulle quali si era formato durante i suoi studi universitari tra l'Università della Pennsylvania e l'Hamilton College. Ma agli studi specialistici e al desiderio di proseguire la carriera accademica Pound aveva sempre affiancato gli studi poetici e l'obiettivo di divenire un grande poeta.
Quando arrivò a Venezia, in effetti, egli aveva con sé un buon numero di poesie da pubblicare, raccolte sotto il titolo La Fraisne ("Il frassino"), come la seconda poesia dell'opera. Tuttavia, Pound decise di modificarlo poco prima della pubblicazione.
A Lume Spento è un titolo che Pound trasse dal Purgatorio (canto III, v. 132) dantesco, e in particolare dall'episodio in cui Manfredi di Svevia racconta a Dante di come la sua anima abbia raggiunto l'Antipurgatorio, e dunque la salvezza e la prospettiva della beatitudine eterna, grazie al sincero pentimento espresso in punto di morte, durante la battaglia di Benevento. Dante era sicuramente un autore centrale per il giovane Pound. Ma senza dubbio l'espressione dantesca «a lume spento» (che Pound lesse anzitutto nella sua traduzione inglese with tapers quenched, che infatti egli riporta tra parentesi nel frontespizio della sua opera) lo affascinò anche per il tono simbolistico-decadente, che Pound aveva scoperto e apprezzato soprattutto nella poesia britannica di fine Ottocento, nel gruppo cosiddetto dei 'Nineties al quale solitamente si fanno afferire poeti come W. B. Yeats, Ernest Dowson e Lionel Johnson, centrali nella formazione poetica del giovane Pound. È proprio questo duplice influsso che spinse Pound a modificare il titolo che egli aveva originariamente pensato per la sua opera in A Lume Spento, a seguito della prematura morte, a causa della tubercolosi, del suo primo e più caro amico, William Brooke Smith, al quale la raccolta è esplicitamente dedicata.

## Contenuti
A Lume Spento è costituita da 45 poesie, che rispecchiano l'eclettismo della formazione e degli interessi del giovane Pound.
La raccolta contiene infatti spunti di contenuto e di stile derivati da una molteplice varietà di autori e periodi storici. Su tutti emerge in particolare modo la tematica tipicamente ottocentesca e primonovecentesca dello scontro-incontro tra il poeta-profeta e la massa, declinata secondo due prospettive: quella del poeta nel suo slancio profetico, che lo spinge a distaccarsi dalla massa nel suo individualismo elitario e quella del poeta disprezzato dal mercantilismo massificato che ne svilisce la capacità creatrice e lo esclude dal consorzio sociale, costringendolo a rifugiarsi in un atteggiamento maledettistico, nella metamorfosi con la natura o nella ricerca di una unione con la divinità.
Ma molte altre sono le influenze sul Pound di A Lume Spento: la filosofia, la mitologia e la religione antiche, la cultura egizia, la religione cristiana e quella islamica, la poesia provenzale (soprattutto, ma non solo, l'opera di Bertran de Born), la poesia e le figure di François Villon, Dante Gabriel Rossetti, Robert Browning, Algernon Swinburne, i già citati W. B. Yeats, Ernest Dowson, e molti altri.
Centrale in A Lume Spento è anche l'uso della tecnica, che è poi anche un metodo poetico, della persona, della maschera, in parte derivata da Browning tramite l'influsso della teoria del sublime dello Pseudo-Longino. Secondo la dinamica della persona – che Pound applicherà a partire da A Lume Spento lungo tutta la sua produzione poetica culminante nei Cantos – il poeta indossa la maschera di un poeta che lo ha preceduto, ne assume le sembianze, la lingua e lo stile per dire qualcosa di nuovo a partire da qualcosa che è già stato detto in passato che, se rinnovato, può assumere un nuovo senso nella realtà contemporanea (le radici del famoso motto poundiano «Make it new!» affondano proprio qui in A Lume Spento). In tal modo, il poeta personificato può rivivere in una nuova epoca, mentre il poeta personificante può dire qualcosa di rilevante nel suo tempo con l'appoggio di una tradizione consolidata. In questa dinamica, assume un'importanza centrale la traduzione, che Pound infatti considerò sempre il metodo più efficace per fare poesia e soprattutto critica letteraria.

## Pubblicazione
Prima di arrivare a Venezia nella primavera del 1908, il giovane Pound aveva già provato a proporre le sue poesie a un importante editore americano, Thomas Bird Mosher, ma non aveva ricevuto risposta. Così, giunto in Italia, la sua intenzione fu quella di trovare immediatamente un editore che fosse disposto a pubblicare la sua prima raccolta poetica. A Venezia si rivolse allo stampatore A. Antonini (la cui sede si trovava in Cannaregio, 923), il quale, alla fine del luglio 1908, gli consegnò A Lume Spento in una tiratura di sole 150 copie.
Il processo di stampa vide una serie di errori e imprevisti che scoraggiarono Pound e lo indussero addirittura a pensare di gettare le bozze dell'opera nel Canal Grande, come egli stesso avrebbe ricordato nel Canto 76:
shd/I chuck the lot into the tide-water?

               le bozze "A Lume Spento"/

                              and by the column of Todero

       shd/I shift to the other side

                             or wait 24 hours
Egli però decise di attendere e A Lume Spento vide così la luce. Ma fin da subito Pound espresse la sua negatività nei confronti della sua prima opera.
Nell'agosto del 1908, Pound si trasferì a Londra e poco tempo dopo entrò in contatto con l'editore Elkin Mathews, che fu colpito dall'opera. Subito Mathews prese in considerazione di investire in una ristampa di A Lume Spento. Ma poi i progetti editoriali cambiarono e la prima opera di Pound pubblicata – o meglio ripubblicata – da Mathews fu A Quinzaine for This Yule alla fine del dicembre 1908.
Le poesie principali di A Lume Spento furono poi selezionate da Pound per le sue raccolte giovanili successive, a partire da Personae (1909), che si apre con l'epigrafe Make strong old dreams lest this our world lose heart ("Rafforzate gli antichi sogni, affinché questo nostro mondo non si perda d'animo"), titolo della poesia finale di A Lume Spento.
A Lume Spento fu ripubblicato integralmente per la prima volta nel 1965 dalla casa editrice New Directions su idea di Mary de Rachewiltz, figlia del poeta, come parte di A Lume Spento and Other Early Poems, che in una premessa amara e laconica Pound definisce «a collection of stale creampuffs» ("una raccolta di bignè stantii"), e poi di nuovo nel 1976 come parte dei Collected Early Poems of Ezra Pound.

## Ricezione italiana
In Italia, la prima raccolta poetica poundiana ha ricevuto poca attenzione.
Nel 1958, in occasione del cinquantenario dalla pubblicazione di A Lume Spento, 
fu pubblicata dall'editore Scheiwiller una piccola antologia intitolata A lume spento (1908-1958) contenente sei traduzioni di poesie di Margherita Guidacci (The Tree, Invern, Prometheus), Salvatore Quasimodo (Vana, Motif) e Giuseppe Ungaretti (Song).
Nel 1970, apparve il primo dei due volumi dei Meridiani Mondadori dedicati a Pound e curati da Mary de Rachewiltz, intitolato Opere scelte, dove tra le poesie giovanili compaiono le traduzioni di alcune poesie di A Lume Spento, tra cui quelle già contenute in A lume spento (1908-1958) e poche altre, per mano di Alfredo Rizzardi (On His Own Face in a Glass), Carlo Izzo (Ballad for Gloom) e la stessa Mary de Rachewiltz (La Fraisne, Threnos, Aegupton).
Nel 1981, fu pubblicata dalla casa editrice Ripostes la traduzione di Hilda's Book, il libricino di poesie che un giovanissimo Pound dedicò all'amata Hilda Doolittle, che venne pubblicato per la prima volta nel 1979 in coda a End to Torment: A Memoir of Ezra Pound. Alcune di queste poesie erano le prime versioni di composizioni poi confluite in A Lume Spento.
A queste si aggiungono alcune traduzioni di singole poesie di A Lume Spento disseminate in studi critici sulla poesia poundiana, come per esempio Ezra Pound di Nemi d’Agostino (1960), Ezra Pound di Piero Sanavio (1977), Ezra Pound. La muraglia infinita di Andrea Molesini (1989), Carte provenzali. Ezra Pound e la cultura trobadorica di Roberta Capelli (2013) ed Ezra Pound. Un mondo di poesia di Massimo Bacigalupo (2022).
Il 30 maggio 2025 è stata pubblicata dalla casa editrice torinese Lindau la prima traduzione italiana integrale di A Lume Spento, comprendente un approfondito apparato critico, a cura di Pietro Comba.